# The Arsenal Stadium Mystery
Pour plus de détails, voir Fiche technique et Distribution.
The Arsenal Stadium Mystery est un film britannique réalisé par Thorold Dickinson, sorti en 1939.

## Synopsis
Lors d'un match de football amical entre les professionnels du club de l'Arsenal et les amateurs de l'équipe Trojans, un nouveau joueur étoile des Trojans s'effondre. Appelé sur les lieux, l'inspecteur Slade de Scotland Yard déclare que le joueur a été assassiné. Toute l'ingéniosité de l'inspecteur et, malheureusement, une autre mort violente seront nécessaires avant que ne soit démasqué l'assassin.

## Fiche technique
- Réalisation : Thorold Dickinson
- Scénario : Donald Bull, d'après le roman Meurtre au stade d'Arsenal (The Arsenal Stadium Mystery) de Leonard Gribble
- Production : Josef Somlo
- Photographie : Desmond Dickinson
- Montage : Sydney Stone
- Direction artistique : Ralph W. Brinton
- Genre : Film policier, thriller, comédie
- Durée : 84 minutes
- Sortie : 1939

## Distribution
- Leslie Banks : Inspecteur Anthony Slade
- Greta Gynt : Gwen Lee
- Ian McLean : Sergent Clinton
- Liane Linden : Inga Larson
- Anthony Bushell : John Doyce
- Esmond Knight : Raille
- Brian Worth : Phillip Morring
- Richard Norris : Setchley
- Wyndham Goldie : Kindilett
- Alastair MacIntyre : Carter
- George Allison : Lui-même
- Tom Whittaker : Lui-même
- E.V.H. Emmett : Lui-même
- Dennis Wyndham : Commissionaire